# 불교도 봉기
1966년 불교도 봉기(베트남어: Nổi dậy Phật giáo 1966) 또는 베트남에서 널리 알려진 중부 베트남 위기(베트남어: Biến động Miền Trung)는 베트남 공화국에서 발생한 시민 및 군사 불안 기간으로, 주로 베트남 중부 북부의 제1군단 지역에 집중되었다. 이 지역은 베트남 불교의 중심지이며, 당시 활동적인 불교 승려와 시민들은 국가를 통치하던 일련의 군사정권에 대한 반대 운동의 선두에 서 있었고, 베트남 전쟁의 확대에 대해 공개적으로 의문을 제기했다.
가톨릭 신자 응오딘지엠이 통치하던 시기, 다수 불교도에 대한 차별은 불교 기관들이 국가 정치에 참여하고 더 나은 대우를 얻으려는 노력을 통해 성장하는 결과를 낳았다. 1963년 지엠 정권의 몰락 이후 일련의 군사 쿠데타가 이어진 1965년, 공군 원수 응우옌까오끼와 장군 응우옌반티에우가 마침내 안정적인 군사정권을 수립하여 각각 총리와 명목상 국가원수 직책을 맡았다. 끼-티에우 정권은 초기에는 거의 봉건 제도에 가까웠는데, 각 군단 사령관이 자신의 지역을 봉건령처럼 통치하고, 징수한 세금 중 일부를 사이공 정부에 넘기고 나머지는 자신들이 가지는 방식으로 국가라기보다는 군벌들의 동맹에 가까웠다. 그 기간 동안 베트남 사회의 불교도와 가톨릭 파벌 간의 의심과 긴장은 계속되었다.
종교적 요인은 끼와 제1군단 사령관인 응우옌 짜인 티 장군 사이의 권력 다툼과 결합되었다. 티는 이 지역 출신의 불교도로, 이 지역에서 인기가 많았다. 티는 유능한 지휘관으로 평가받는 강인한 장교였으며, 끼는 물론 군정 내 다른 사람들도 그를 위협으로 간주했다. 1966년 2월, 끼는 호놀룰루 정상회담에 참석하여, 자신이 가장 강력하고 유능한 군단 사령관인 티에 맞서 움직일 미국 지지를 확보했다고 확신하게 되었다. 1966년 3월, 끼는 티를 해고하고 허위 의료 치료 명목으로 그를 미국으로 추방하라고 명령했다. 이는 시민들과 일부 제1군단 부대가 끼의 정권에 대한 대규모 시민 시위를 시작하고 남베트남 민족해방전선에 대한 군사 작전을 중단하게 만들었다. 끼는 티가 미국으로 떠나기 전에 제1군단으로 돌아가도록 허용하는 도박을 했지만, 장군이 고향에 도착하자 반-끼 감정만 더 부추겼다. 불교 활동가, 학생, 군대의 티 지지자들은 "투쟁 운동"으로 뭉쳐 민간 통치와 선거로의 복귀를 요구했다. 한편, 티는 제1군단에 머물렀고 떠나지 않았다. 파업과 시위는 이 지역의 시민 활동을 중단시켰고, 정부 라디오 방송국은 점거되어 반-끼 선전 활동에 사용되었으며, 군사 작전은 중단되었다. 폭동은 수도 사이공과 더 남쪽의 다른 도시들로도 확산되었다.
4월 초, 끼는 움직이기로 결정했다. 그는 제1군단의 주요 중심지인 다낭이 공산주의 통제하에 있다고 선언하고, 투쟁 운동에 지지를 표명한 시장을 죽이겠다고 공개적으로 맹세했다. 끼는 군대를 도시에 투입하고 공격 준비를 위해 그곳으로 갔지만, 자신이 반대파를 진압할 만큼 강하지 않다는 것이 분명해지자 철수하고 불교 지도자들과 협상을 시작해야 했다. 그동안 그는 통제권을 되찾으려는 더 강력한 시도를 원했기 때문에 티의 후임자인 응우옌반쭈언을 해고하고 똔텃딘을 후임으로 임명했다. 딘은 상황을 진정시켰다고 주장했지만, 끼는 이 상황을 유화책으로 보았고, 5월 15일 그의 병력은 딘을 쫓아내고 장악했다. 지난 한 달 동안 미국 병력도 교착 상태에 휘말렸고, 투쟁 운동은 미국의 참여를 끼에게 편향된 것으로 보아 일부 긴장된 대치 상황을 초래했다.
5월 후반에 끼의 군대는 문제를 강행하기 시작했고, 반란군인 제1군단 병력이 소모되면서 투쟁 운동은 점차 약화되었다. 끼의 공격적인 공격이 너무 많은 부수적인 피해를 초래할 수 있다는 미국의 일부 반대에도 불구하고 말이다. 한때 끼의 군대는 미군과 교전하게 되었고, 나중에는 채굴된 다리에 대한 베트남 파벌 간의 교착 상태 한가운데 미군이 끼어들었다. 끼의 군대가 시가전으로 다낭과 후에를 되찾자, 투쟁 운동 지지자들은 미국의 개입을 끼를 지지하는 것으로 보았고, 반미 폭동으로 인해 일부 미국 건물들이 불에 탔다. 끼의 승리는 불교 운동이 정치에 미치는 영향을 종식시켰고, 그는 이후 그들의 지도자 틱찌꽝을 가택 연금했으며, 티는 미국으로 떠났다.

## 배경
남베트남 불교 활동가 운동은 1955년부터 1963년까지 국가를 통치한 응오딘지엠 대통령의 행정부의 결과로 나타났다.
불교도가 전체 인구의 70에서 90퍼센트를 차지하는 국가에서, 지엠은 강한 종교적 편견으로 통치했다. 가톨릭 소수 민족의 일원으로서, 그는 많은 불교도들을 적대시하는 친가톨릭 정책을 추구했다. 정부는 공공 서비스와 군사 승진, 토지 할당, 사업 특혜 및 세금 감면에서 가톨릭 신자들에게 편향되었다. 많은 군 장교들은 군사적 전망이 이에 달려있다고 믿고 개종했다. 지엠은 자신이 불교도에게 말하고 있다는 것을 잊고 고위 장교에게 "당신의 가톨릭 장교들을 민감한 곳에 두십시오. 그들은 신뢰할 수 있습니다."라고 말한 적이 있다. 또한, 남베트남 민족해방전선 게릴라들을 격퇴하기 위한 마을 자위 민병대에 총기를 배포하는 과정에서 무기는 가톨릭 신자들에게만 주어졌다. 일부 가톨릭 사제들은 자체적인 사병을 운영했으며, 일부 지역에서는 강제 개종, 약탈, 포격 및 불교 불탑 철거가 발생했다. 일부 불교 마을은 지엠 정권에 의해 원조를 받거나 강제 이주를 피하기 위해 대거 개종했다.
가톨릭 교회는 국내 최대 지주였으며, 프랑스 식민 당국이 불교에 부과한 "사적" 지위, 즉 공개적인 불교 활동을 수행하기 위한 공식 허가를 요구하고 불교 사찰 건설을 제한하는 조치는 지엠에 의해 폐지되지 않았다. 또한, 가톨릭 교회가 소유한 토지는 토지개혁 프로그램에 따른 재분배에서 면제되었다. 가톨릭 신자들은 정부가 모든 시민에게 의무적으로 부과하는 부역 노동에서 사실상 면제되었으며, 정부는 가톨릭 다수 마을에 불균형적으로 자금을 할당했다. 지엠 아래에서 가톨릭 교회는 재산 취득에서 특별한 면제를 누렸고, 1959년 그는 국가를 성모 마리아에게 봉헌했다. 바티칸 국기는 남베트남의 주요 공공 행사에서 정기적으로 게양되었다.

불교기

1963년 5월 8일, 지엠의 관리들은 거의 시행되지 않던 법을 발동하여 종교 깃발 게양을 금지했으며, 불교도들이 가우타마 붓다의 탄생일인 베사카에 불교 깃발을 게양하는 것을 막았다. 이는 지엠의 형제인 응오딘툭 대주교의 축하 행사에서 일주일 전에 바티칸 깃발이 게양되었던 터라 불교도들의 분노를 샀다. 5월 8일, 후에에서 많은 불교도들이 불교 깃발 금지에 항의했다. 경찰과 군대는 시위대에 발포하고 수류탄을 던져 9명이 사망했다.
지엠이 이 사건에 대한 책임을 부인하고 - 그는 이를 공산주의 남베트남 민족해방전선의 탓으로 돌렸다 - 다수 불교도들 사이에서 더 큰 불만을 야기했다. 이 사건은 지엠의 로마 가톨릭 중심 정권의 종교차별에 대한 항의 운동을 촉발시켰다. 이 분쟁은 1963년 불교 법난으로 알려지게 되었고, 광범위하고 대규모의 시민 불복종 운동을 불러일으켰다. 시위의 목적은 칙령 제10호를 폐지하고 종교적 평등을 얻는 것이었다. 그러나 교착 상태는 지속되었고, 8월에는 지엠의 형이자 수석 고문인 응오딘뉴에게 충성하는 ARVN 특수부대의 레꽝뚱 대령이 전국적으로 사찰을 급습하여 수백 명의 불교 평신도와 승려를 살해하고 수천 명을 체포했다. 그 후 미국 정부는 지엠에 등을 돌리고 비밀리에 쿠데타를 부추겼다. 11월 1일, 지엠은 축출되었고 그와 뉴는 다음 날 암살되었다.
지엠 이후 남베트남은 18개월 동안 여러 쿠데타와 다른 실패한 봉기가 발생하면서 지속적이고 심각한 불안정의 시기를 겪었다. 고위 장교들 간의 개인적인 경쟁 외에도, 내부 싸움은 종교적 압력 운동 간의 갈등에 의해 부추겨졌다. 불교도들은 지엠의 친가톨릭 정책뿐만 아니라 가톨릭으로 개종하여 지엠의 정책을 강력히 시행하면서 빠르게 승진한 장교들의 해임을 요구했다. 반면에 지엠 이후 특권이 철회된 가톨릭 신자들은 응우옌카인 장군의 정권이 불교도들을 대신하여 자신들을 박해한다고 비난했다. 때로는 이 시기에 종교적 폭동이 발생하기도 했다.
1964년 9월, 가톨릭 장군 람반팟과 즈엉반득은 칸이 불교도의 압력으로 자신들을 해임한 후 그를 전복시키려 했다. 이는 실패했지만, 1965년 2월, 팟은 동료 가톨릭 신자인 팜응옥타오 대령의 도움을 받아 다시 시도했고, 쿠데타를 일으키면서 지엠의 기억을 공개적으로 언급했다. 팟의 두 번째 시도도 실패했고, 두 사람은 도주했지만, 칸이 결정적인 승리를 확보할 수 없었기 때문에 그는 망명해야 했다. 1965년 중반, 공군 원수 응우옌까오끼와 장군 응우옌반티에우가 각각 총리와 명목상 대통령으로 취임하면서 연속성이 나타나기 시작했다.
지엠 축출 이후 베트남 정치의 분열적인 특성 때문에, 어떤 장교도 자신의 동료들의 의견을 무시하고 단호하게 통치할 수 없었고, 그렇게 하면 퇴임될 수 있었다. 남베트남의 4개 군단을 지휘하는 장군들은 별개의 지리적 지역을 감독했으며, 광범위한 권한을 부여받았다. 민간 정부가 없는 상황에서, 그들은 자신들의 지역에서 사실상 군벌이었다. 군단 사령관들은 이러한 연방 체제에 만족했다. 끼는 미국에게 수용 가능했고, 그는 미국 군사 원조를 그들에게 전달하면서 상당한 지역 자율성을 허용했다.
끼와 티에우가 안정적으로 통제했음에도 불구하고, 종교적 긴장은 여전했다. 한 달 후, 틱찌꽝은 지엠의 가톨릭 깐라오당의 당원이었던 티에우의 해임을 요구하며, 그의 "파시스트적 경향"을 비난하고, 깐라오 당원들이 끼를 약화시키고 있다고 주장했다. 틱찌꽝에게 티에우는 진급이 종교에 기반했던 지엠 시대의 가톨릭 지배의 상징이었다. 그는 친불교적 입장을 가진 티 장군이 국가를 이끌기를 바랐고, 티에우가 불교도들에게 저질렀다고 알려진 과거 범죄를 비난했다. 불교 지도자 틱찌꽝은 "티는 명목상 불교도이지만, 종교에는 관심이 없다"고 말했다.
불교 활동가들은 공산주의자들과의 협상을 통한 전쟁 종식과 미군 철수를 원했고, 이는 친전쟁, 친미 장군들과 대립하는 결과를 낳았다. 불교도들이 끼와 티에우에 대해 어떤 형태의 시위를 벌일 것이 분명했고, 총리는 불교 활동가들을 반역자로 간주하여 그들의 영향력을 꺾을 기회로 대결을 환영했다.

### 끼와 티의 경쟁
남베트남 정부 내에서 응우옌짜인티 장군은 불교도이자 유능한 지휘관으로 끼는 그를 위협으로 여겼다. 사이공의 많은 정치 관찰자들은 티가 끼를 축출하려 한다고 생각했으며, 그를 다른 장교들과 군정의 안정에 가장 큰 위협으로 간주했다. 끼의 회고록에 따르면, 티는 "타고난 음모가"였고 "좌익적 성향"을 가졌다. 타임지는 1966년 2월, 티가 끼보다 더 역동적이며 언제든 권력을 장악할 수 있다는 기사를 실었다. 역사가 로버트 톱밀러는 끼가 이 기사를 불안정하게 만들 수 있다고 보아 티에 맞서기로 결정했을 수 있다고 생각했다.
베트남 중부 출신인 티는 남베트남 최북단 5개 성과 제1사단 및 제2사단을 관할하는 제1군단 사령관이었다. 그는 병사들의 "뿌리 깊은" 충성심으로 알려져 있었다. 남베트남군의 상당 부분은 고향에서 복무하는 민병대인 지역군과 민중군이었으며, 이들은 지역적 유대감을 가진 지휘관을 높이 평가했다. 불교도, 병력, 지역적 성향으로부터의 지지는 티에게 강력한 권력 기반을 제공했고, 다른 장군들과 미국이 그를 상대로 움직이기 어렵게 만들었다.
티는 불교 운동가들에게 반대하는 10인 통치 군정의 고위 구성원이었다. 티는 균형을 유지하며 불교도들을 수용하여 자신을 친구로 보게 하려고 했다. 그는 학생들이 군사 통치를 강력히 비판하는 잡지를 발행하도록 허용했다. 티는 또한 신뢰할 수 있는 부하를 국가 경찰의 수장으로 앉히기 위해 책략을 써서 자신의 정치적 권력을 강화했다. 역사가 스탠리 카노우는 끼와 티에 대해 다음과 같이 말했다. "화려한 제복을 입고 사악한 콧수염을 기른 두 젊은 장교는 친구 사이였고, 그들의 경쟁은 남베트남을 만성적으로 괴롭혔던 권력을 위한 개인적인 투쟁을 전형적으로 보여주는 듯했다. 그러나 그들의 분쟁은 개인적인 야망 이상을 반영했다." 둘 다 화려한 빨간색 베레모로도 유명했다.
티가 끼에게 불복종을 보이고 있다는 보고가 있었다. 베트남 주둔 미군 사령관 윌리엄 웨스트모얼랜드 장군은 티가 한때 요청에도 불구하고 사이공에 있는 끼에게 보고를 거부했다고 말했다. 한 번은 3월 초 끼가 제1군단에 와서 그를 꾸짖으려 하자, 티는 참모들에게 "우리가 사이공에서 온 이 우스꽝스러운 작은 남자에게 주의를 기울여야 할까요, 아니면 무시해야 할까요?"라고 비웃듯이 물었다. 티는 이 발언을 끼가 들을 수 있을 정도로 큰 소리로 했고, 베트남 정치인 부이 지엠은 총리가 티의 발언을 자신의 권위에 대한 직접적인 도전으로 보았다고 생각했다. 베트남에서는 정부에 비판적인 신문은 정기적으로 폐간되어 대변인만 남았고, 많은 정치 지도자들은 미국도 같은 방식으로 운영된다고 잘못 가정했다. 그 결과, 그들은 종종 부정적인 미국 언론 보도를 워싱턴의 공식 입장으로 해석하여 쿠데타를 부추긴다고 보았다.
타임지는 티가 "[제1군단을] 옛 군벌처럼 운영했으며, 자신에게 맞는 중앙 정부의 법령만 따르고 나머지는 경쾌하게 무시했다"고 보도했다. 역사가 조지 맥터넌 카힌은 끼가 티가 사이공에서 분리되어 중부 베트남을 독립 국가로 만들까 두려워했을 수 있다고 말했다. 베트남에서 일했던 CIA 분석가 더글라스 파이크는 베트남 사람들이 종종 강한 지역적 성향을 가지고 있었기 때문에 이것이 끼의 생각의 큰 부분이었을 것이라고 추측했다. 1966년 2월, 끼는 호놀룰루 정상회담에 참석했고, 여기서 린든 B. 존슨 대통령은 그를 강력한 지도자로 계속 칭찬했다. 존슨의 칭찬에 끼의 자아는 고양되었고, 그는 자신이 티를 해고하더라도 미국이 자신을 지지할 것이라고 믿으며 호놀룰루를 떠났다.

### 티의 해임
이러한 요인들이 결합되어 티가 해임되었다. 끼는 10인 군정 중 8명의 장군의 지지를 얻었고, 그의 표를 포함하여 총 9명의 장교가 티의 해임을 찬성했다. 티만이 유일한 반대자였으므로, 끼와 그의 동료들은 1966년 3월 10일 티를 군정 및 그의 군단 지휘에서 해임했다. 끼는 만장일치가 아니라면 사임하겠다고 위협하며, 군정이 힘을 보여줄 필요가 있다고 주장했고, 그래서 티는 자신의 해임에 찬성표를 던지기로 결정했다.
티는 이 회의에서 다른 장군들이 자신에게 호의적이지 않다는 것을 알면서도, 그들의 국가에 대한 헌신을 질책함으로써 그들을 화나게 했다고 주장했다. 그는 국민들이 그들이 그렇게 편안하게 사는 한 장군들의 전쟁 노력을 결코 지지하지 않을 것이라고 말했고, 그들의 여성 동반자들을 쇼핑 원정으로 홍콩에 과시적으로 보내는 것을 비웃었다. 군정은 티를 출국 전까지 가택 연금에 처했고, 그 후 전 제1사단 사령관이자 티의 부하였던 응우옌반쭈언 장군을 새로운 제1군단 사령관으로 임명했다. 그리고 판쑤언뉴언 장군이 제1사단 사령관이 되었다.
처음에 끼는 티가 코 질환 치료를 위해 출국한다고 말했다. 공식 발표에 따르면 군정은 "티 장군의 휴가 신청을 검토하고 수락했다"고 한다. 티는 "나는 부패한 냄새 때문에만 부비동염에 걸렸다"고 반박했다. 끼는 티를 해임하는 여러 가지 이유를 제시하며, 그가 너무 좌익적이고, 중부 지역을 군벌처럼 통치했으며, 공산주의자로 의심되는 애인이 있고, 너무 음모적이라고 비난했다. 끼는 티가 전쟁을 끝내는 수단으로 협상을 지지한다고 말하지는 않았지만, 그는 그러한 정책을 추진하는 관리와 군사 인물을 해임한 전력이 있었다.
티가 자신의 지역 불교도들과, 특히 주요 활동가 승려 틱찌꽝과 좋은 관계를 유지했음에도 불구하고, 끼는 티의 해임에 대한 승려의 지지를 얻었다고 알려졌다. 만약 끼가 틱찌꽝이 티의 해임에 반대하는 시위를 조직하지 않을 것이라고 생각했다면, 그는 틀렸음이 밝혀졌다. 승려는 이 위기를 민간 통치를 요구하는 불교도들의 목소리를 강조하는 데 사용했다. 광이 티가 해임되었든 안 되었든 상관없이 끼에게 도전할 의도를 항상 가지고 있었다는 주장이 있었다.
웨스트모얼랜드 장군, 미국 대사 헨리 캐벗 로지 주니어 및 국방장관 로버트 맥나마라는 끼-티에우 정권과 그들의 공산주의에 대한 전쟁 수행을 지지했으며, 티가 공산주의에 대해 충분히 강경하지 않다고 보아 그를 반대했다. 미국인들은 티에게 미국에서의 경제적 미래와 자녀 교육을 제공하여 남베트남 권력 회랑에서 그를 제거하고 싶어했다. 반면에 티는 제1군단에서 미군을 지휘하고 티의 ARVN 부대의 고문 역할을 했던 해병대 중장 루이스 W. 월트의 지지를 받았다. 월트는 티의 장교로서의 능력을 높이 평가했다.
티의 해임은 북부 지방에서 대규모 시위를 촉발시켰다. 처음에는 제1군단과 사이공에서 친불교 시위는 온건하고 질서정연했다. 그러나 공무원, 불만을 품은 군인, 그리고 부분적으로 경제 문제에 불만을 품은 하층 노동자들이 반정부 시위에 합류하면서 불안은 꾸준히 커졌다. 처음에는 끼가 시위를 무시하고 저절로 사라지기를 기다리며, "어떤 순교자도 만들지 않기 위해" 반대자들과 싸우지 않으려 했다. 티는 불교의 요새인 후에에서 엄청난 인기를 누렸다. 중부 베트남에서 가장 큰 도시이자 전국에서 두 번째로 큰 도시인 다낭은 90%가 총파업으로 마비되었다. 사이공에서는 1만 명이 불교 집회에 참석하여 선거와 민간 통치를 요구했으며, 승려들은 티의 해임을 이용하여 군정 통치에 대한 관심을 집중시켰다.
한편, 3월 중순에서 하순에 수도에서는 끼가 불만을 잠재우기 위해 주도적으로 나섰다. 불교 지도자들과 만나 선거와 사회 개혁을 약속했지만, 거리 시위는 진압될 것이라고 경고하기도 했다. 상황이 악화될 수 있다는 미국의 우려를 보여주듯, 로지는 광과 만나 공격적인 행동을 취하지 말라고 경고했다. 광이 끼를 "인물 숭배에 빠져 있다"고 비난했지만, 대부분의 불교 깃발은 가톨릭 명목상 국가원수 티에우에 대한 비판에 집중했다.
끼는 3월 16일 티가 다낭으로 돌아가는 것을 허용하기로 결정했다. 다낭은 이 지역에서 가장 큰 도시이자 전국에서 두 번째로 큰 도시였으며, 명목상 질서를 회복하기 위한 목적이었다. 끼는 티가 중앙 베트남 사람들을 만족시키고, 망명하기 전에 티에게 작별 인사를 약속했기 때문에 그가 자신의 옛 지휘 지역으로 돌아가는 것을 허용했다고 주장했다. 티의 인기를 고려할 때, 끼의 행동은 정치적 도박으로 여겨졌다. 어쨌든 티는 미국에서 의료를 받아야 한다는 비꼬는 듯한 언급으로 가득 찬 빈정거리는 연설을 했다.
다음날 티는 자신이 소속된 군단이 있는 옛 황도인 후에로 향했다. 인구 13만 명의 도시에서 약 2만 명의 지지자들이 그를 에워싸고 소리를 지르며 만지려 했다. 한 불교 학생 지도자가 "장군이 우리와 함께 있기를 원합니까?"라고 외치자 학생들과 다른 시위대들은 "예! 예!"라고 답했다. 뉴욕 타임스의 닐 시한은 군중 시위가 "집권 사이공 군정이 곤경에 처했음을 의심의 여지 없이 보여주었다"고 말했다. 티는 많은 군중에게 "나에 대해 생각하지 말고 우리 나라에 대해 생각하십시오"라고 말했다. 그는 한 기자에게 "나라에 유용한 어떤 자리든 수락할 것"이라고 말했고, 일부 사람들은 그가 끼나 티에우의 직책을 원한다고 생각하게 만들었다. 타임지에 따르면, 티의 연설은 그가 "재기를 위한 지지를 모으려는 욕구와 불화를 더하는 것에 대한 군인의 혐오감 사이에서 분명히 갈등하고 있었다"는 것을 보여주었다. 티의 연설에 이어 학생 및 불교 지도자들의 발표가 있었고, 그들은 티에우와 국방장관 응우옌흐우꺼의 해임을 요구했다. 둘 다 만연한 부패로 악명 높은 가톨릭 장군이었다. 그러나 대규모 시위와 티에 대한 지지에도 불구하고, 당시에는 충돌이나 강한 긴장은 없었다. 한 저명한 불교 지도자는 "우리는 장군들에게 매우 감사한다... 끼는 남베트남의 지도자가 된 후 지난 8개월 동안 어느 정도 안정을 가져왔다"고 말했다.
다양한 반체제 인사들이 친티, 반끼 조직인 군민투쟁위원회를 결성했는데, 이는 투쟁운동으로 더 잘 알려져 있다. 그들의 메시지와 영향력은 빠르게 확산되었다. 그들 중 일부는 다낭의 정부 라디오 방송국을 장악하고 반군정 방송을 했으며, 대학생들도 합류했다. 처음에는 이러한 반체제 선동이 크게 놀랍게 여겨지지 않았고, 정권이 이를 진압하려다 사태를 악화시키는 위험을 감수하기보다는 시위가 저절로 사라지기를 기다리기로 결정했다고 생각되었다. 다낭 라디오 방송국 관리자는 10명의 학생 시위대가 나타났을 때, 즉 극히 적은 대중적 압력에도 불구하고 티 지지자들이 방송을 할 수 있도록 허용했다. 당시 반대 단체들은 잘 조직되어 있지 않았고 자신들의 목표에 대해 확신이 없는 듯 보였다. 그들은 또한 이 시점에서는 평온하게 행동하고 있었다.
투쟁 운동이 다낭과 그곳의 군사 기지를 포함하는 꽝남성의 군대에 대한 권한을 주장하면서 사이공에 대한 도전은 커졌다. 후에의 불교도들도 합류하여 라디오 방송국을 장악하고 투쟁 운동에 참여했다. 400명의 학생들이 이틀 동안 라디오 방송국을 장악하고 끼의 군정을 비판하는 연설을 유포했다. 군정에 대한 미국의 지지를 비난했음에도 불구하고, 연설 중간에는 아이러니하게도 존 필립 수자의 "성조기여 영원하라"가 연주되었다.
3월 말까지 상황은 악화되었다. 이 운동은 사이공 정부뿐만 아니라 반미적으로 변했고, 제1군단의 대부분이 중앙 베트남 정부 통제에서 독립적으로 운영될 때까지 영향력이 커졌다. 워싱턴은 경계했고 끼는 행동하기로 결정했다. 다낭 시장은 그 후 끼에게 복종하기를 거부하는 반란군 ARVN 병사들을 공개적으로 지지하기 시작했다.
끼는 후에 경찰서장인 티의 충성파를 해고했다. 지역 경찰관들은 이에 대한 대응으로 파업을 하고 서장 해임에 반대하는 시위를 벌였다. 주말에는 2만 명의 민간인과 일부 군복을 입은 군인들이 황도에서 시위를 벌였다. 그들은 "국가원수 티에우와 끼는 물러나라"라고 적힌 현수막을 들고 있었다. 투쟁 운동은 이틀간의 총파업을 선언했고, 이는 공무원들이 동참했다. 이로 인해 교통이 줄어들고 다낭항의 하역 작업이 방해받았다. 많은 참가 인원은 엄밀히 종교적 또는 민주주의적 열망보다는 급격한 인플레이션율에 대한 경제적 불만 때문으로 일부 설명되었다. 끼는 이에 대해 전국적으로 군정이 선동을 진압하기 위해 "강력하게 움직일 것"이라고 경고하며 응답했다. 그러나 그는 늦어도 11월까지 새 헌법을 약속하고 연말에 총선거가 치러질 수 있다고 말함으로써 자신의 말을 완화했고, 이는 1년 앞당겨진 것이었다.
그러나 광의 지지자들은 끼의 일정까지 기다릴 생각이 없는 듯했고, 새 헌법을 초안할 제헌의회를 불교도들이 선거에서 잘 하는 지방 및 시의회에서 선출할 것을 요구했지만, 끼는 거부했다. 광은 끼와 뜻을 같이 할 가능성이 낮아 보였지만, 사이공에 기반을 둔 불교 지도자 틱땀쩌우는 끼와의 타협에 개방적인 태도를 보였다.

## 끼의 군사적 위협과 계속되는 불안
4월 1일, 끼는 팜쑤언찌에우 장군을 제1군단에 파견하여 티가 사이공 군정에 충성을 다하게 하려 했다. 그러나 찌에우가 후에에 진입했을 때, 그는 반끼 학생들에게 매복 공격을 당하여 붙잡힌 뒤 시클로에 실려 도시를 돌아다니다가 풀려났다.
전설적인 베트남 건국자인 훙브엉 황제를 기리는 공휴일에 사이공의 불교도들은 끼와 티에우의 군정에 항의하는 시위를 벌이기 위해 속임수를 썼다. 그들은 시장에서 이 행사를 기념하기 위한 공개 집회 허가를 요청했고, 최대 600명이 참여하고 반정부적인 정서가 표현되지 않는다는 조건으로 승인을 받았다. 그러나 수천 명이 이 행사에 나타나 끼와 고위 군정 장군들의 사진을 공개 처형에 사용되는 기둥에 세우고, "이곳은 선동의 광장이다. 끼, 티에우, 그리고 동료들은 처형되어야 한다."라고 적힌 포스터를 추가했다. 그 후 민간 시위대들은 확성기를 사용하여 미리 준비된 현수막과 함께 이 행사를 수도 전역에 걸친 반군정, 반미, 반전 시위로 변모시켰다.
끼는 또한 후에 경찰서장인 티의 동맹을 사이공으로 소환했고, 이에 그의 부하들은 항의 시위를 벌였다. 주말에는 주로 민간인이지만 일부 제복을 입은 군인들을 포함한 약 2만 명이 "티에우와 끼는 물러나라"는 큰 현수막을 들고 시위를 벌였다. 또 다른 이틀간의 공무원 총파업이 후에에서 크게 성공하며 선언되었다.
4월 3일, 끼는 기자회견을 열고 다낭이 공산주의 통제하에 있다고 주장하며 영토를 되찾기 위한 군사 작전을 벌이겠다고 맹세했다. 그는 불교도들이 공산주의 요원임을 암시했다. 그는 이어서 다낭 시장을 죽이겠다고 맹세하며 "다낭 시장이 총에 맞든가 아니면 정부가 무너지든가"라고 말했다. 다음날 저녁, 끼는 미군 수송기를 이용해 해병대 3개 대대를 다낭에 배치했다. 해병대는 다낭 공군기지에 머물렀으며 도시의 반군에 대해 어떠한 움직임도 취하지 않았다. 곧이어 베트남 레인저스 2개 대대와 일부 시위 진압 경찰 및 공수부대가 합류했다.
4월 5일, 끼는 다낭으로 날아가 작전 지휘권을 맡아 반군 세력을 위협하여 복종시키려 했다. 그러나 그의 존재는 도시 내 군사 및 민간 요소 모두에게 추가적인 지역 반발을 불러일으켰다. 쭈언 장군은 다낭 공군기지를 떠나는 모든 경로를 봉쇄하기 위해 병력을 배치하고, 끼에게 자신의 병력이 기지 밖으로 배치되지 않을 것이며, 그렇게 시도할 경우 폭력이 발생할 것이라고 통보했다. 쭈언은 정치적 문제는 군사 행동으로 해결할 수 없다고 말했다. 후에의 제1사단 뉴언 장군은 투쟁 운동을 지지하고 끼의 충성파가 옛 황도에 오면 그들과 싸우겠다고 맹세했다. 끼는 결국 병력을 사이공으로 철수시키고 다낭 주민들에게 공산주의자라고 비난한 것에 대해 사과하는 당혹스러운 발표를 할 수밖에 없었다.
한편, 남베트남 도시들에서는 시민 불안이 계속되었다. 후에에서는 약 5,000명이 시위에 나섰고, 다낭에서는 1만 명이 거리로 나왔다. 남중부 해안 도시 꾸이년에서는 1만 명의 폭도가 정부 건물을 약탈했으며, 약 2,000명의 군인과 일부 고위 장교들이 시위를 벌였다.
시위는 수도 사이공에서 가장 폭력적이었다. 친불교 학생들은 폭동을 일으키며 자전거 체인과 막대기를 무기로 사용하고, 차량을 파손하고, 돌을 던지고, 반미 구호를 외쳤다. 끼의 충성파 경찰과 군인들 사이에 거리 싸움이 벌어졌고, 반체제 인사들은 최루탄에 맞서 돌, 직접 만든 창, 유리병, 때로는 수류탄으로 싸웠다. 경찰은 폭도들에게 자주 밀려나 도망쳐야 했다. 한때 사이공의 군사 시장은 시위대를 설득하려 거리로 나섰지만, 그 또한 투사체에 맞아 쓰러졌다. 시위대들은 종종 비닐봉지로 만든 임시 마스크를 쓰고 최루탄을 경찰과 군인에게 다시 던졌으며, 누가 맞았든 눈 자극으로 인해 일시적인 후퇴가 필요한 경우가 많았다. 약 300명의 불교도들이 수도의 국영 라디오 방송국에서 연좌 시위를 벌였지만, 경찰이 곤봉을 사용하여 해산시켰다. 폭동은 중부 고원의 달랏, 쁠래이꾸, 반메투옷에서도 반복되었다.
끼는 직접 지휘권을 잡고 도시로 향하는 도로들이 불교 시민들과 제1군단의 친티 파벌에 의해 봉쇄된 것을 발견했다. 교착 상태 끝에 끼는 결정적인 승리를 거둘 수 없으며 체면을 구겼다는 것을 깨달았다. 그는 쭈언과 다양한 투쟁 운동 지지자들과의 회의 및 언론 행사를 주선했다.
4월 초의 불안 동안 불교도들은 헌법과 선출된 민간 행정부 및 입법부에 대한 군정의 권력 이양을 요구했는데, 끼는 이를 미래에 지킬 것이라고 거듭 약속했다. 불교도들은 헌법을 초안할 제헌의회가 지역 및 시의회에서 선출되기를 원했는데, 이는 불교도들이 선거에서 강세를 보이는 곳이었지만, 끼는 이에 반대했다. 다낭에 해병대와 공수부대를 배치하여 무력 시위를 벌이려던 계산 착오로 굴욕감을 느낀 끼는 사이공으로 돌아와 불교 지도자들과 협상했다. 불교도들은 폭동 참여자와 반란군에 대한 사면과, 끼가 해병대를 다낭에서 사이공으로 철수시켜 전략 예비군에 편입시킬 것을 요구했다. 승려들은 "우리의 선의를 증명하기 위해 일시적으로 모든 형태의 투쟁을 중단할 것"이라고 투쟁 운동에 명령할 것이라고 말했다. 쩌우는 헌법 문제에 대해 온건한 입장을 취했지만, 광은 거부했고 시위는 계속되었다.
월트는 베트남군 두 파벌 사이에 끼어들었다. 4월 9일, 긴장이 고조되었다. 친투쟁운동 ARVN 대령 담꽝예우는 호이안에서 다낭으로 보병, 전차, 포병 호송대를 북쪽으로 진군시키라고 명령했다. 마침내 미군이 이 분쟁에 개입하게 된 것은 제3해병사단 사령관 우드 B. 카일 소장이 1번 도로를 봉쇄하고 호송대를 멈추도록 제9해병연대에 명령하면서였다. 제2대대 9해병연대의 소대 하나는 대전차 차량 두 대의 지원을 받아 도시 외곽 다리에서 트럭을 막고 북쪽 강둑에 진지를 구축했다. VNAF 전투기 한 무리가 반군 호송대 상공을 비행하며 폭격하겠다고 위협했다. 예우 대령은 끼의 병력이 주둔한 다낭 공군기지를 향해 155mm 곡사포를 조준하며 대응했다.
월트는 존 채손 대령을 다리에서의 대치 현장으로 파견했다. 채손은 예우에게 더 이상 사태를 확대시키지 말라고 경고했다. 그의 주장에 무게를 더하기 위해, F-8E 공격기 한 무리가 로켓과 폭탄을 싣고 다리 위를 비행했다. 월트는 또한 자신의 해병대에게 반군 진지에 155mm 및 8인치 포를 조준하도록 명령했다.
예우는 채손에게 자신이 해병대의 친구이지만 "지역 주민들을 위협하는 사이공 정부군과 싸우러 왔다. 필요하다면 목숨을 바치러 왔다"고 말했다. 예우의 병사들은 포탄을 풀고 신관을 장전했다. 채손은 예우에게 반군이 자신의 부하들에게 발포하면 파괴될 것이라고 경고한 후, 자신의 헬리콥터로 돌아가 이륙했다. 다음 주 동안 긴장은 완화되었다. 베트남 해병대는 수도로 돌아갔고, 제1군단 병력은 공산주의자들과의 전투를 재개했다. 티는 불교도들과 공개적으로 거리를 두었다. 그러나 그는 제1군단에 남아 있었고 여전히 중요한 정치적 영향력을 가진 것으로 여겨졌다. 끼는 나중에 제1군단의 시위대와 군인들에 의한 그의 권위에 대한 명백한 도전에 대해 걱정하지 않는다고 주장하며, 그들이 베트남 사회의 작은 부분을 대표한다고 말했다.
존슨 행정부가 이러한 교착 상태와 긴장 기간 동안 조용한 접근 방식을 유지했지만, 많은 미국 논평가와 만화가들은 존슨이 상황을 초래했다고 비난하며, 끼에 대한 그의 노골적인 열정과 지지가 남베트남 사람들이 그를 미국의 꼭두각시로 보게 만들었다고 말했다. 미국인들은 베트남 분쟁에 개입하지 않는 척하고 있었고, 딘 러스크 국무장관은 "이것은 부분적으로 일부 시민 단체가 군사 정부가 헌법 체제로 나아가기 위해 오랫동안 발표해 온 조치들과 관련하여 특정 입지를 확보하려는 노력이다"라고 말했다. 존슨은 남베트남의 미국의 동맹국들이 서로 싸우고 있다는 사실에 크게 낙담했으며, 티에 충성하는 군대가 미국이 제공한 무기를 미군에게 사용할 가능성이 그의 행정부에 대한 국내 비판으로 이어질 것이라는 점에 더욱 그러했다. 존슨은 끼가 티를 지지했다는 이유로 다낭 시장을 총살하겠다고 언론에 말한 것이 "나쁜 판단"을 보여준 것이라며 불평했고, 끼의 "나쁜 판단"에 대한 다른 사례가 있는지 알고 싶어했다. 맥스웰 테일러 장군은 존슨에게 자신이 1964년에 남베트남 대사로 재직할 당시 끼가 아돌프 히틀러에 대해 "엄청난 존경심"을 표명했지만, 그 이후로는 "성숙했다"고 생각했다고 말했다.
투쟁운동은 남베트남에서 폭넓은 지지를 받았으며, 사이공에서 열린 시위에는 가톨릭 지도자와 ARVN 제1사단 병사를 포함한 수천 명이 참석했다. 로지는 워싱턴으로 보낸 보고서에서 남베트남 "인구의 대부분"이 투쟁운동을 지지하며, 투쟁운동이 요구하는 자유 선거가 열리면 투쟁운동이 지지하는 후보가 압도적으로 승리할 것이라고 썼다. 투쟁운동은 반공 대중운동으로, 공산주의 정부에 대한 반대를 강조했지만(특히 중국, 북한, 북베트남에서 불교도 박해 때문에), 동시에 투쟁운동이 남베트남이 냉전에서 중립을 지킬 것을 요구한 것은 미국에게 받아들여지지 않았다. 미국은 미국과 동맹을 맺은 사이공 정부만을 받아들일 용의가 있었다. 미국의 역사학자 마릴린 B. 영은 로지의 주장, 즉 민주적이지만 중립적인 남베트남이 미국에게 재앙이 될 것이라는 주장이 의문 없이 받아들여진 것은 존슨 행정부에 만연했던 집단사고의 징후라고 썼다. 투쟁운동은 불교, 평화주의, 베트남 민족주의, 중립주의를 혼합하여 설파했으며, 집회에 모인 사람들은 "우리 국민을 죽이지 말라"와 "외국은 베트남 땅에 군사 기지를 세울 권리가 없다"라는 표지판을 들고 있었다. 끼를 지지한 미국에 대한 분노를 반영하여, 투쟁운동은 사이공 주재 미국 대사관 밖에서 시위를 벌이며 "다 다오 미!"("미국은 물러가라!")를 외쳤다.
끼의 주장, 즉 투쟁 운동이 단지 남베트남 민족해방전선 전위 조직이며 운동을 이끄는 불교 성직자들이 공산주의자들의 꼭두각시라는 주장은 로지와 웨스트모얼랜드 양측 모두에게 지지받았다. 존슨의 국가안보보좌관 월트 휘트먼 로스토는 존슨에게 러시아 역사에서 비유를 들며, 투쟁 운동은 베트남의 사회혁명당원 알렉산드르 케렌스키와 같고, 남베트남 민족해방전선은 블라디미르 레닌의 볼셰비키와 같다고 말했다. 로스토는 케렌스키가 1917년 볼셰비키에 의한 임시정부 전복을 막지 못했듯이, 투쟁 운동도 권력을 잡으면 남베트남 민족해방전선이 그들을 전복시키는 것을 막을 수 없을 것이라고 주장했다. 따라서 로스토는 끼가 남베트남 국민들에게 극도로 인기가 없다는 보고에도 불구하고, 공산주의자들이 권력을 잡는 것을 막는 유일한 방법이 끼의 투쟁 운동 진압 노력을 지지하는 것이라고 결론지었다. 로스토는 존슨이 가장 좋아하는 외교 정책 고문이었기 때문에, 끼를 지지하라는 그의 조언은 결정적이었다.

## 딘이 제1군단을 지휘하다
제1군단 사령관인 쭈언 장군이 다낭에서 해병대를 철수시켜달라고 요청했을 때, 10인 군정의 다른 멤버들은 만장일치로 그를 해임했다. 그 자신도 자신의 해임에 찬성표를 던졌다. 끼는 그를 똔텃딘 장군으로 교체했다. 끼는 똔텃딘 장군의 1963년 지엠 정권 하에 일어난 싸러이사 습격 이후의 공격적인 태도가 불교 반대파를 진압하려는 의지를 보여준다고 느꼈다. 딘은 4월 15일에 후에에 도착했다.
불교도들은 딘의 임명에 실망하며 반응했다. 그들은 앞으로의 모든 시위 조직에 대한 책임을 공개적으로 지겠다고 선언했으며, 비엔호아다오를 통해 그러한 선언을 발표했다. 그들은 국가가 "비상사태"에 처해 있다고 선언하고 즉각적인 민간 통치를 요구하며 시위의 확대를 촉구했다.
일주일 후, 딘은 사이공의 권위를 지역에 회복시켰다고 발표했다. 그는 다낭과 후에의 라디오 방송국을 반대파로부터 되찾았으며, 다낭 시장이 사이공에 충성하도록 설득했다고 선언했다. 딘은 불교도들이 라디오 방송국 통제권을 포기하는 대가로 정기적인 방송 시간을 가질 수 있도록 하는 거래를 발표했다. 이러한 움직임은 다양하게 해석되었다. 일부는 딘이 끼의 권력 상실을 예상하여 불교도들의 환심을 사려 한다고 느꼈고, 프랜시스 피츠제럴드는 이것이 위기 동안 유일하게 합리적인 정부 조치라고 느꼈다. 4월 19일, 꽝응아이에서 불교도와 반공산주의 전쟁 지속을 지지하는 베트남 국민당(VNQDĐ) 사이에 충돌이 발생하여 딘은 두 그룹을 강제로 진압했다.
그러나 완화된 긴장은 오래가지 않았다. 끼는 여전히 무력 시위를 원하고 있었다. 명목상 대통령인 티에우나 웨스트모얼랜드에게 알리지 않고, 끼는 까오반비엔 장군에게 병력을 이끌고 다낭으로 진입하라고 명령했다. 5월 15일 새벽, 정부군 베트남 해병대와 공수부대가 수도에서 다낭으로 공수되었다. 그들은 도시 중심부로 진입하여 지역 ARVN 본부를 점령했다.
워싱턴은 월트를 불러 상황 업데이트를 요청했다. 끼에 따르면, 미국 장군은 "자신의 영토로 간주하는 곳에 경고 없이 공격이 가해진 것에 격분했다"고 한다. 끼는 친불교 세력의 진지 위로 비행기를 띄워 자신의 부하들에게 총격을 가할 경우 그들을 청산하겠다고 위협하는 메시지를 투하하라고 명령했다. 그 당시 베트남 민족해방전선은 조용했고 상황을 이용하지 않았다.
놀란 딘은 자신의 직책을 버리고 월트의 본부로 도망쳤다. 딘은 월트에게 도움을 요청했고, 친티 및 친불교 세력이 여전히 장악하고 있는 후에로 비행했다. 끼의 기습 공격은 ARVN 반군과 충성파 간의 갈등을 불러일으켰고, 미 지상군은 그 사이에 끼어들어 사실상 내전 속의 내전을 만들었다. 끼는 결국 반란을 진압하고 딘을 잠시 감금했다.

## 군사적 절정
5월 15일 아침, 끼에게 충성하는 두 대의 VNAF 항공기가 다낭 북쪽 미 해병대 진지 근처에 있는 반군 ARVN 부대에 기총소사를 가했다. 유혈 사태를 피하고 싶었던 월트는 끼의 군정에게 충성파 부대를 도시에서 철수시켜달라고 요청했다.
5월 16일, 끼는 월트의 요청을 거부하고 딘을 제1군단 사령관에서 후인반까오 장군으로 공식 교체했다. 까오는 또 다른 가톨릭 신자이자 지엠 충성파였다. 다음날, 까오는 아르켈라우스 L. 햄블렌 대령(제1군단 주둔 미 육군 고문단 수석 고문)과 조나스 M. 플랫 준장(III MAF 참모장)을 대동하고 후에로 날아가 ARVN 제1사단 본부를 방문했다. 까오가 다낭으로 출발할 준비를 할 때, 적대적인 친불교 시위대가 폭동을 일으켜 사단 지휘소에 난입했다. 미군 헬기가 이륙하자, 친불교 ARVN 중위가 권총 두 발을 발사하여 헬기를 맞혔다. 이에 대응하여 미 육군 도어 건너가 발포하여 그 중위를 사살하고 인접한 병사 두 명을 부상시켰다. 투쟁 운동 지지자들은 남베트남 내정에 부적절하게 개입했다고 여겨지는 미국의 행동에 격분했다.
여전히 병력을 철수하고 평화적인 해결책을 모색하기를 꺼리던 끼는 미군과의 대결 기회를 즐겼다. 그의 회고록에 따르면, 끼는 다낭의 충성파 장교들에게 가장 강력한 포병을 미 해병대 기지에 조준하라고 명령했다. 만약 미국이 공격적인 친끼 항공기를 방해하는 조치를 취하면, 지휘관들은 "해병대 기지를 파괴하라. 그것은 명령이다."라고 해야 했다. 끼는 그 후 국내 문제에 부적절하게 개입한 월트를 꾸짖기 위해 도시로 날아갔다고 주장했다.
이후 산발적으로 벌어진 전투에서 끼의 해병대는 반군 병사들을 점차 투란 강 동쪽으로 몰아붙였다. 그 무렵 정부군은 이미 다낭 시청과 라디오 방송국을 되찾았다. 반군 병사들은 미군이 많이 사용하는 투란 강을 가로지르는 다리를 점령했고, 정부군이 반대편으로 건너는 것을 막기 위해 다리와 6,000톤의 탄약고에 지뢰를 설치했다.
5월 18일, 정부군이 다리를 건널 준비를 하고 있을 때 반군 포수들이 그들에게 발포했다. 반군들은 정부군에게 장전된 폭발물에 대해 경고했다. 다리가 파괴되는 것을 막기 위해 월트는 채손을 현장으로 다시 보내 양측 간의 적대 행위를 완화하려 했다. 채손은 끼의 해병대에게 철수하도록 설득했고, 다리 서쪽 강둑에 있는 자신의 해병대 한 중대를 배치하여 그들을 교체했다. 그는 반군 장교에게 다리 반대편에 자신의 해병대를 배치할 허락을 요청했지만 거부당했다. 채손은 반군 장교를 무시하고 자신의 부하들에게 어쨌든 투쟁 운동 진지에 배치하라고 명령했다. 미군들은 어떠한 무력도 사용하지 않고 반군들 사이의 도로에 앉았다. 월트가 도착하여 채손과 함께 다리를 건너갔다. 반군 준사관이 그들을 멈추게 하고 다리를 폭파하겠다고 위협했기 때문에 그들은 반대편에 도달하지 못했다. 그 사이에 반군들은 미군에게 기관총을 낮게 발사하여 잠시 몸을 숙이게 했다. 월트는 다리에 지뢰를 설치한 준사관과 논쟁을 시작했지만 소용없었다. 베트남 반군 병사는 그에게 "장군님, 우리는 함께 죽을 것입니다"라고 말하며 손을 내렸다. 또 다른 반군 장교인 군사 공병은 기폭 장치를 눌렀다. 월트는 "그가 신호에 따라 다리가 폭발할 것이라고 의심할 여지가 없었다"고 회상했다. 그러나 미군은 다리와 탄약고의 폭발물을 해체하기 위해 군사 공병을 보냈고, 교착 상태는 끝났다.
투쟁 운동은 여전히 다낭의 몇몇 주요 전략 지점을 장악하고 있었다. 두 베트남 파벌 사이에서 산발적인 기관총 사격이 오갔다. 5월 21일, 월트는 끼가 반군에 대한 공습을 결정했다는 소식을 들었고, 폭탄이 민간인 사상자를 낼 것을 우려했다. 당시 도시에는 1,000명 이상의 미국 민간인이 있었다. 월트는 까오에게 자신의 우려를 전달했다. 그러나 까오는 자신의 부하들이 자신을 죽일까 봐 두려워했고, 끼의 공습으로부터 보호를 요청하며 월트의 본부로 도망쳤다. 월트는 다낭 공군기지의 VNAF 사령관과 이야기했지만, 그를 설득할 수 없었다. 대신, VNAF 비행기들이 로켓과 폭탄을 싣고 기지에서 이륙했다. 그 결과, 월트는 제1해병항공대에게 공대공 전투 준비를 위해 전투기 4대에 무장하라고 명령했다. 미군 진지 근처에 있는 반군 기관총 사수들이 충성파 부대에 발포했고, 이에 VNAF 비행기 두 대가 로켓을 발사했지만 빗나갔고, 대신 세 발의 발사체가 미군 진지를 명중하여 해병대원 8명이 부상당했다. 월트는 미국 제트기 두 대를 공중으로 띄워 끼의 조종사들을 따라가 다낭에 발포하면 그들을 격추하라고 명령했다. VNAF는 더 많은 비행기를 공중으로 보내 미국인들을 따라가며 반격을 위협했고, 이에 월트는 더 많은 비행기를 공중으로 보내 대응했다. 두 시간 후, 베트남 비행기들은 지상으로 돌아왔다. 워싱턴은 월트의 개입에 대한 사이공의 불만을 접수했지만, 장군이 자신의 입장을 설명한 후에는 그가 적절하다고 판단하는 대로 행동할 허가를 받았다.
티는 5월 24일 웨스트모얼랜드와, 3일 후 끼와 추라이에서 만났다. 이는 미국이 티가 끼를 지지하거나 반대를 끝내도록 하여, 끼가 후에를 공격하지 않고도 불안을 종식시키기를 바라며 회의를 주선한 후였다. 회의 결과 해임된 장군은 국가를 위해 지역을 떠나기로 동의했다. 망명 전, 티는 까오에게 군단 지휘권을 되돌려달라고 설득하려 했다. 까오는 가족의 안전을 우려하여 거부했고, 웨스트모얼랜드에게 미국 망명을 요청하며, 베트남으로 돌아온 후 "미국 시민이 되어 해병대나 육군에 입대하여 공산주의자들과 싸우고 싶다"고 말했다.
끼의 군정은 호앙쑤언람 장군을 까오의 후임으로 임명했다. 새로운 군단 지휘관들은 다른 ARVN 부대와 미국군 대신 공산주의자들과 싸우는 데 집중했다.

## 끼의 승리

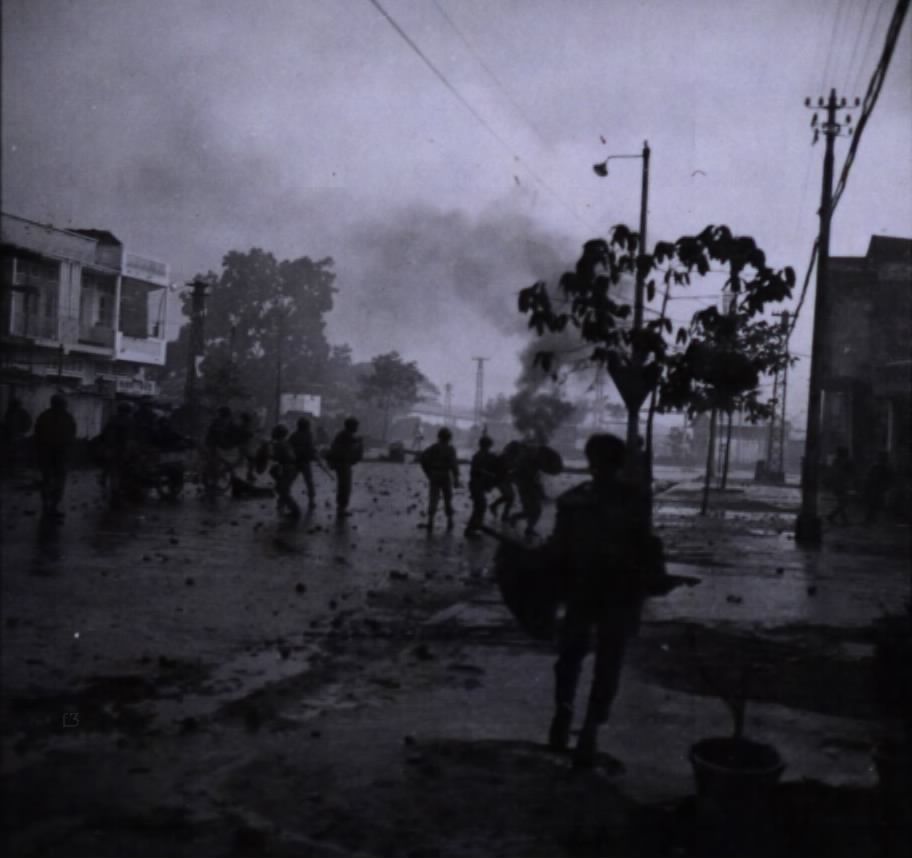
1966년 5월 22일 사이공에서 시위 진압 경찰이 불교도 시위를 해산시키고 있다.

5월 말까지 끼 지휘 하의 해병대는 다낭에 남아있던 반군 병사들과 불교 무장세력을 마침내 격파했다. 불교 투사들은 탄닌 사원에서 정부 지상 공격에 4시간 동안 버텨냈다.
5월 26일, 대규모 친불교 군중이 까오 장군이 탄 헬리콥터에 총을 쏜 후 사망한 반군 ARVN 중위의 장례식에 참석했다. 그 후 시위대들은 폭동을 일으켜 미 공보원 도서관을 불태웠다. 다음 주 동안 세 명의 불교 성직자가 미국의 정책에 항의하며 분신자살했다. 불교 활동가 지도자인 틱찌꽝은 끼-티에우 군정에 대한 미국의 지지를 부적절한 내정 간섭으로 비난하며 단식 투쟁을 벌였다. ARVN 제1사단은 후에의 미국 영사관을 보호하기 위해 경비병을 보냈지만, 반끼 폭도가 폭동을 일으켜 영사관을 점령하고 불을 지르자 도망쳤다. 미국의 도움으로 끼는 베트남 해병대와 공수대대를 후에 남쪽의 푸바이 전투 기지로 보냈다. 6월 19일까지 옛 황도는 정부의 통제하에 있었다. 로지는 투쟁 운동을 진압한 끼 정권을 공개적으로 칭찬하며 "확실한 정치적 승리"라고 불렀다.
6월 중순, 광보다 더 온건하다고 여겨지는 사이공의 불교 지도자 틱땀쩌우는 폭동 대신 수동적 저항을 촉구했고, 공산주의자들과의 평화 회담을 "항복"이라고 비난했다. 그러나 그는 그 후 48시간 이내에 끼와 티에우의 사임을 요구하며, 그렇지 않으면 모든 불교 승려들이 "자발적 감금"을 신청할 것이라고 위협했다. 광은 후에의 불교도들에게 군정 군대를 막기 위해 제단을 거리로 내놓으라고 촉구하며 상황에 대응했다. 수천 명이 이에 따랐고, 경찰은 그들을 막지 않았다. 이틀 동안 제단은 모든 도로 교통을 막았고, 군사력 증강을 위해 도시 북쪽으로 호송대가 이동하는 것을 막았다. 그는 나중에 양보하여 하루에 몇 시간 동안 교통을 허용했다. 그는 그 후 미국을 "제국주의"라고 비난하는 편지를 쓰고 단식 투쟁에 들어갔다. 끼는 불교 시위를 무시하고 400명의 전투 경찰을 보내 도시를 확보했다. 그들은 아무런 저항 없이 진입하여 반체제 경찰을 체포하고 제단을 제거했다. 광은 체포되어 지역 군 병원으로 이송되었다. 그는 나중에 사이공으로 이송되어 영구적으로 가택 연금되었다.
봉기에서 양측에서 약 150명의 베트남인이 사망했고, 700명이 부상당했다. 미국인 사상자는 23명이었고, 이 중 18명은 해병대원이었다. 불교 봉기의 붕괴는 불교를 정치 세력으로서 사실상 종식시켰다.